# ده‌نو (بهبهان)
ده‌نو روستایی در دهستان سردشت بخش زیدون شهرستان بهبهان استان خوزستان ایران است.

## جمعیت
بر پایه سرشماری عمومی نفوس و مسکن در سال ۱۳۹۵ جمعیت این روستا ۱۷۴ نفر (۴۹خانوار) بوده‌است.